# Lucas Moreira Neves
Lucas Moreira Neves O.P. (São João del Rei, 16 september 1925 - Rome, 8 september 2002) was een Braziliaans geestelijke en kardinaal van de Rooms-Katholieke Kerk.
Moreira Neves trad toe tot de orde der Dominicanen en werd op 9 juli 1950 tot priester gewijd. Op 9 juni 1967 werd hij benoemd tot hulpbisschop van São Paulo en titulair bisschop van Feradi Maius. Op 7 maart 1974 begon hij zijn werkzaamheden voor de Romeinse Curie als vicevoorzitter van de Pauselijke Raad voor de Leken. Op 15 oktober 1979 werd hij benoemd tot secretaris van de Congregatie voor de Bisschoppen, tegelijkertijd met zijn benoeming tot titulair aartsbisschop van Feradi Maius. Op 3 januari 1987 werd hij titulair aartsbisschop van Vescovio. Op 9 juli 1987 werd hij benoemd tot aartsbisschop van São Salvador da Bahia.
Tijdens het consistorie van 28 juni 1988 werd Lucas Moreira Neves kardinaal gecreëerd. Hij kreeg de rang van kardinaal-priester. Zijn titelkerk werd de Santi Bonifacio e Alessio.
Op 25 juni 1998 werd Moreira Neves benoemd tot prefect van de Congregatie voor de Bisschoppen, met gelijktijdige bevordering tot kardinaal-bisschop. Zijn suburbicair bisdom werd Sabina-Poggio Mirteto.
Op 16 september 2000 ging Moreira Neves om gezondheidsredenen met emeritaat.
- Biblioteca Nacional de España: XX1141048
- Bibliothèque nationale de France: cb12366722w (data)
- Gemeinsame Normdatei: 133111512
- International Standard Name Identifier: 0000 0001 0895 9847
- Library of Congress Control Number: n89242618
- Système universitaire de documentation: 074297961
- Virtual International Authority File: 46839086
- WorldCat: E39PBJtrW9ChxfwgJJFrDdChHC